# 黒澤良二
黒澤 良二（くろさわ りょうじ、1956年4月25日 - ）は日本の実業家。元横浜マリノス代表取締役社長。日産クリエイティブサービス監査役、ジヤトコ監査役等も歴任。

## 人物・経歴
1981年東京農工大学工学部生産機械工学科卒業、日産自動車入社。1996年米国日産自動車製造会社出向。2002年日産自動車生産技術車両技術統括部主担。2004年北米日産会社出向。2005年日産自動車車両生産新車生産技術部新車進捗グループ主担。2005年日産モトール・イベリカ会社出向。2010年同社ヴァイスプレジデント。2011年日産自動車理事栃木工場工場長。2014年日産自動車車両生産新工場準備室COMPASプロジェクトCEO。2015年COMPAS CEO。2018年日産クリエイティブサービス監査役。同年ジヤトコ監査役。同年横浜マリノス代表取締役社長。2022年横浜マリノス代表取締役社長退任。